# Aleksander Kalvet
Aleksander Kalvet, gebürtig Aleksander Gerassimov (* 29. Januarjul. / 11. Februar 1904greg. in Reval, Gouvernement Estland; † 13. März 1970 in Tallinn, Estnische SSR) war ein estnischer Fußball- und Bandyspieler sowie Leichtathlet russischer Herkunft. Im Jahr 1936 estnisierte er seinen Familiennamen.

## Leben
Aleksander Kalvet begann 1922 mit dem Fußballspielen. Ab 1925 spielte er drei Jahre für die Mannschaft des SK Tallinna Sport. Mit dem Verein wurde er 1925 und 1927 estnischer Meister und wurde in beiden Spielzeiten Torschützenkönig. Nach einem Jahr Pause spielte Kalvet ab 1929 für den JK Tallinna Kalev, mit dem er 1930 eine weitere Meisterschaft feierte.
Im Jahr 1930 spielte Kalvet einmal für die Estnische Fußballnationalmannschaft. Am 18. Juli 1930 erzielte er bei einer 1:5-Niederlage in Tallinn gegen Schweden den Ehrentreffer für die Esten. Es blieb der einzige Einsatz im Nationaltrikot.
Der vielseitige Sportler Kalvet war auch mit den Bandymannschaften der beiden Fußballvereine erfolgreich und wurde 1924 und 1933 zweimal Estnischer Meister in dieser Sportart. Als Leichtathlet erzielte er im 100-Meter-Lauf einen persönlichen Rekord von 11,8 Sekunden. 
Nach dem Ende seiner sportlichen Laufbahn arbeitete er als Zusteller bei der Eesti Post.

## Erfolge
- - Fußball:

mit dem SK Tallinna Sport:
- Estnischer Meister (2): 1925, 1927

mit dem JK Tallinna Kalev:
- Estnischer Meister (1): 1930

- Torschützenkönig: 1925, 1927

- - Bandy:

mit dem SK Tallinna Sport:
- Estnischer Meister (1): 1924

mit dem JK Tallinna Kalev:
- Estnischer Meister (1): 1933